# Citrus x myrtifolia
Citrus x myrtifolia (Чінотто), є одним із видів цитрусових з листям, схожим на листя звичайного мирта.

## Опис
Це компактне дерево з дрібним листям і без шипів, яке виростає до 3 м. Рослина поширена на Мальті, у Лівії, на півдні Франції та в Італії (головним чином у Лігурії, як правило, у Савоні, а також у Тоскані, Сицилії та Калабрії).

## Використання
Плоди дерева нагадують маленькі апельсини. Воно має гіркуватий смак і його зазвичай називають італійською назвою chinotto. Це важливий ароматизатор більшості італійських амареті, популярного аперитиву Campari та кількох марок газованих безалкогольних напоїв, які загалом називаються «chinotto».
Переносить морози трохи вище −12 °C або −12,2 °C. Морозостійкість краща, ніж у кумквата. Розмноження проводиться щепленням, живцями або повітряними відводками.
Чінотто іноді висаджують у садах. Завдяки своїй компактності його також можна посадити в горщик або іншу ємність.

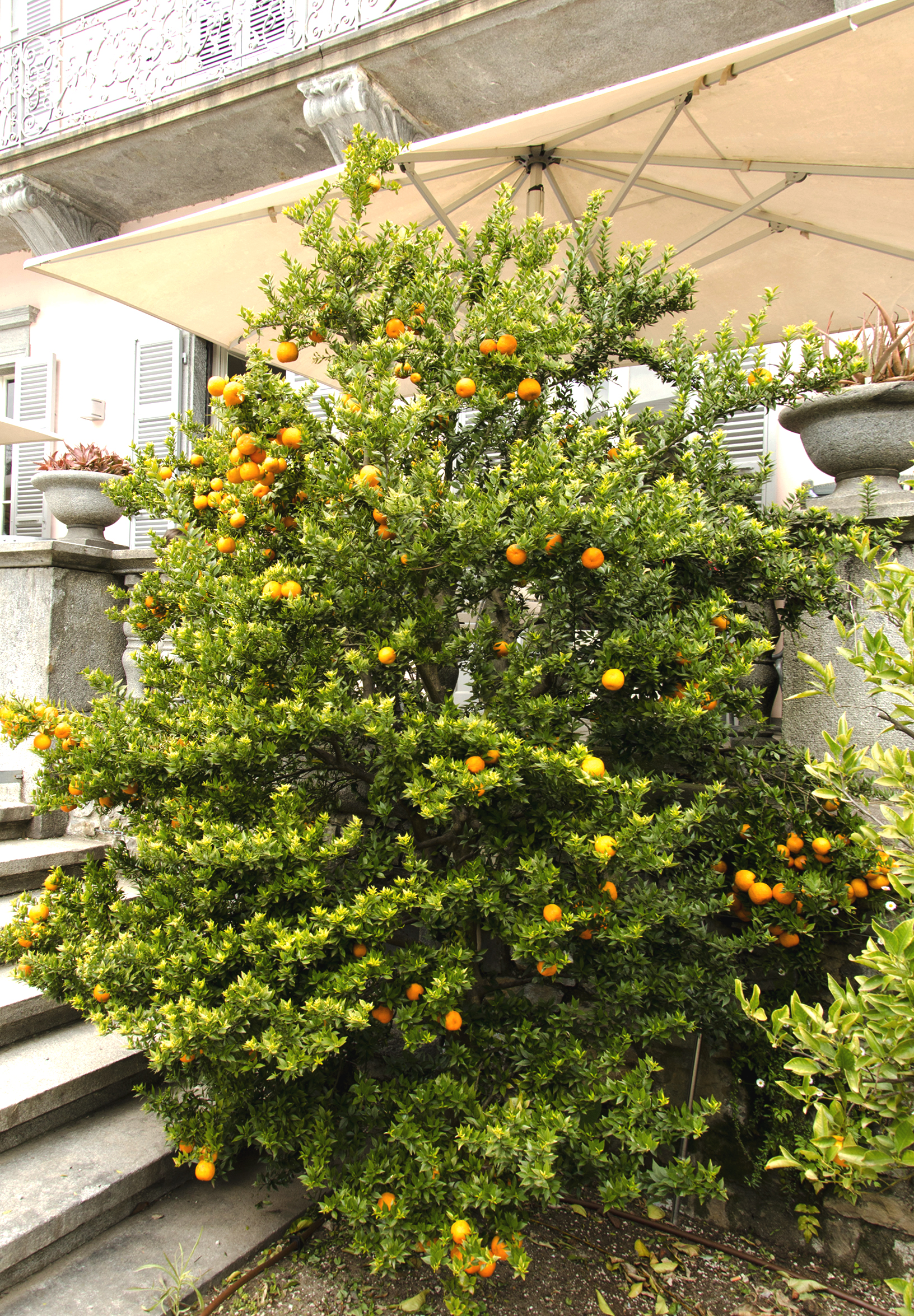
Чінотто в ботанічному саду островів Бріссаго

## Синоніми
- Citrus aurantium var. myrtifolia Ker-Gawl. in Bot. Reg. vol. 4, t. 346, in textu. 1818.
- Citrus pumila Marc. in Izv. Sochin. Obl. Sukhum. Stants. vol. 2. 1921.